# Jeffbenita
La jeffbenita és un mineral de la classe dels silicats. Rep el seu nom en honor de dos científics: Jeffrey W. Harris (1940-), de la Facultat de Geografia i Ciències de la Terra de la Universitat de Glasgow, al Regne Unit, i Ben Harte (1941-), de la Facultat de Ciències de la Terra de la Universitat d'Edimburg; pel seu treball sobre els diamants i els diamants super-profunds en particular, que ha fabricat la nostra comprensió dels processos geoquímics del mantell.

## Característiques
La jeffbenita és un silicat de fórmula química Mg₃Al₂Si₃O₁₂. Va ser aprovada com a espècie vàlida per l'Associació Mineralògica Internacional l'any 2015, i publicada un any més tard. Cristal·litza en el sistema tetragonal. Es troba en forma d'inclusions a dins dels anomenats "diamants super-profunds" del riu São Luiz, al Brasil. És un polimorf d'alta temperatura del pirop. La importància petrològica de la jeffbenita està relacionada amb el seu origen molt profund, el qual pot permetre el seu ús com un marcador de pressió per detectar diamants súper-profunds. Treballs experimentals anteriors porten a terme que la jeffbenita rica en titani estableix que es pot formar a 13 GPa i 1700 K com a condicions de màxima pressió i temperatura.

## Formació i jaciments
Va ser descoberta al riu São Luiz, a Juína, a l'estat de Mato Grosso, al Brasil, on sol trobar-se associada a altres minerals com: walstromita, olivina, ferropericlasa i enstatita. També ha estat descrita al districte diamanter de Kankan, a la regió homònima de Guinea.